# In den Gängen
In den Gängen  ist ein deutscher Spielfilm von Thomas Stuber. Das Melodram basiert auf einer Kurzgeschichte von Clemens Meyer und zeigt die Lebenswelt eines einfachen Angestellten (dargestellt von Franz Rogowski) in der ostdeutschen Provinz. Der Film feierte am 23. Februar 2018 im Rahmen der 68. Berlinale seine Premiere und kam am 24. Mai 2018 in die deutschen Kinos.

## Handlung
Der Film ist lose in drei Kapitel unterteilt, die nach den drei Hauptfiguren benannt sind.

### Christian
Irgendwo in Ostdeutschland, in der Gegenwart. Christian beginnt seine Probezeit in einem abgelegenen Großmarkt. Der ältere Bruno aus der Getränkeabteilung, ein ehemaliger Fernfahrer mit DDR-Biografie, nimmt den schweigsamen jungen Mann unter seine Fittiche. Er bringt ihm allerlei Tricks und Kniffe bei und wird zum väterlichen Freund. Bei der Arbeit verguckt sich Christian in die etwas ältere Marion, die in der Süßwarenabteilung im Gang nebenan arbeitet. Er findet ein Haarband von ihr, das er mit nach Hause nimmt, in eine karg eingerichtete Plattenbauwohnung, in der er allein lebt.

### Marion
Marion beginnt mit dem schüchternen Christian am Kaffeeautomaten zu flirten, nennt ihn „Frischling“ und bewundert seine unter der Arbeitskleidung verborgenen Armtattoos. Von Bruno wird Christian unterdessen ins Gabelstaplerfahren eingeführt. Er besucht einen berufsbegleitenden Kurs und macht schließlich, von den Kollegen unterstützt, den Staplerschein. Christians Zuneigung zu Marion bleibt von Bruno nicht unbemerkt. Christian überrascht Marion zu ihrem Geburtstag mit einem Yes-Torty samt Kerze. Von einer Kollegin erfährt er aber, dass Marion verheiratet ist, wenn auch angeblich nicht sehr glücklich. Aufgrund der unterschiedlichen Schichtdienste sieht Christian Marion erst auf der Firmen-Weihnachtsfeier wieder. Er erzählt ihr, dass er früher auf dem Bau gearbeitet habe, aber nach einem Streit mit seinem Chef entlassen wurde. Beide tauschen sanfte Zärtlichkeiten aus. In der Folgezeit meidet Marion plötzlich Christian. Als er sie eines Tages darauf anspricht, fängt sie fast an zu weinen und verneint, dass er der Grund sei.
Als Marion plötzlich für längere Zeit krankgeschrieben ist, fällt Christian in ein tiefes Loch und betrinkt sich mit früheren Freunden. Er kommt daraufhin zu spät zur Arbeit und erhält eine Verwarnung. Bruno erzählt Christian, dass Marions Ehemann ein „Arschloch“ sei, und dass er nicht bei ihr nachhaken solle, wenn er sie gern habe. Christian will Marion daraufhin mit einem Blumenstrauß besuchen. Er findet das Einfamilienhaus in einer Neubausiedlung scheinbar verlassen vor und verschafft sich Zutritt durch die angelehnte Terrassentür. Er beobachtet Marion heimlich, wie sie ein Bad nimmt, flüchtet aber, als sie ihn bemerkt. Später betrinkt er sich in einer Bar.

### Bruno
Bruno nimmt Christian eines Tages nach Feierabend mit zu sich nach Hause. Er bewohnt in der Nähe einen Hof, angeblich zusammen mit seiner Frau. Bruno konfrontiert Christian mit seinem Verdacht, dass dieser im Gefängnis gesessen habe. Christian bejaht das und erklärt ihm, dass er als Jugendlicher mit Freunden Einbrüche begangen habe. Weil er zu dem Zeitpunkt noch unter das Jugendstrafrecht fiel, wurde der Eintrag im Führungszeugnis mittlerweile gelöscht, weshalb er überhaupt die Stelle im Großmarkt antreten konnte. Bruno lobt Christian als „guten Mann“ und erzählt ihm, dass er seine frühere Arbeit als Fernfahrer – „die Straße“ – sehr vermisse.
Als Marion wieder zur Arbeit erscheint, bedankt sie sich bei Christian für die im Haus versehentlich zurückgelassenen Blumen. Beide tauschen wieder Zärtlichkeiten im Tiefkühlraum aus, nachdem Christian ihr vom Eskimogruß erzählt, der darin besteht, dass sich beim Gruß die Nasen berühren.
Als die Belegschaft erfährt, dass der tatsächlich alleinlebende Bruno Suizid begangen hat, streift Christian noch einmal durch den nun verlassenen und ziemlich verwahrlosten Hof und das Haus. Später besucht er mit den übrigen Kollegen die Urnenbeisetzung.
Christian absolviert erfolgreich die Probezeit und nimmt Brunos Platz in der Getränkeabteilung ein. Marion zeigt Christian eines Tages einen Trick, den sie einst von Bruno gelernt hat: Wenn man die leere Gabel des Gabelstaplers ganz nach oben fährt und langsam wieder hinablässt, wird durch die Hydraulik des Staplers ein an Meeresrauschen erinnerndes Geräusch erzeugt.

## Produktion
Regie führte Thomas Stuber, der gemeinsam mit Clemens Meyer auch das Drehbuch zum Film schrieb. Es basiert auf Meyers gleichnamiger Kurzgeschichte, die er 2008 in seinem Erzählband Die Nacht, die Lichter veröffentlichte. Der Autor hatte selbst drei Jahre als Gabelstaplerfahrer in einem Großmarkt gearbeitet. Für das Filmskript wurden Stuber und Meyer 2015 mit dem Deutschen Drehbuchpreis ausgezeichnet. Nach dem Kurzfilm Von Hunden und Pferden und dem Filmdrama Herbert handelt es sich um die dritte Zusammenarbeit von Stuber und Meyer. Letzterer wurde mit dem Deutschen Filmpreis in Silber 2016 in der Kategorie „Bester Spielfilm“ ausgezeichnet. Von Hunden und Pferden gewann 2011 den Deutschen Kurzfilmpreis in Gold und wurde 2012 mit dem Studenten-Oscar in Silber ausgezeichnet.

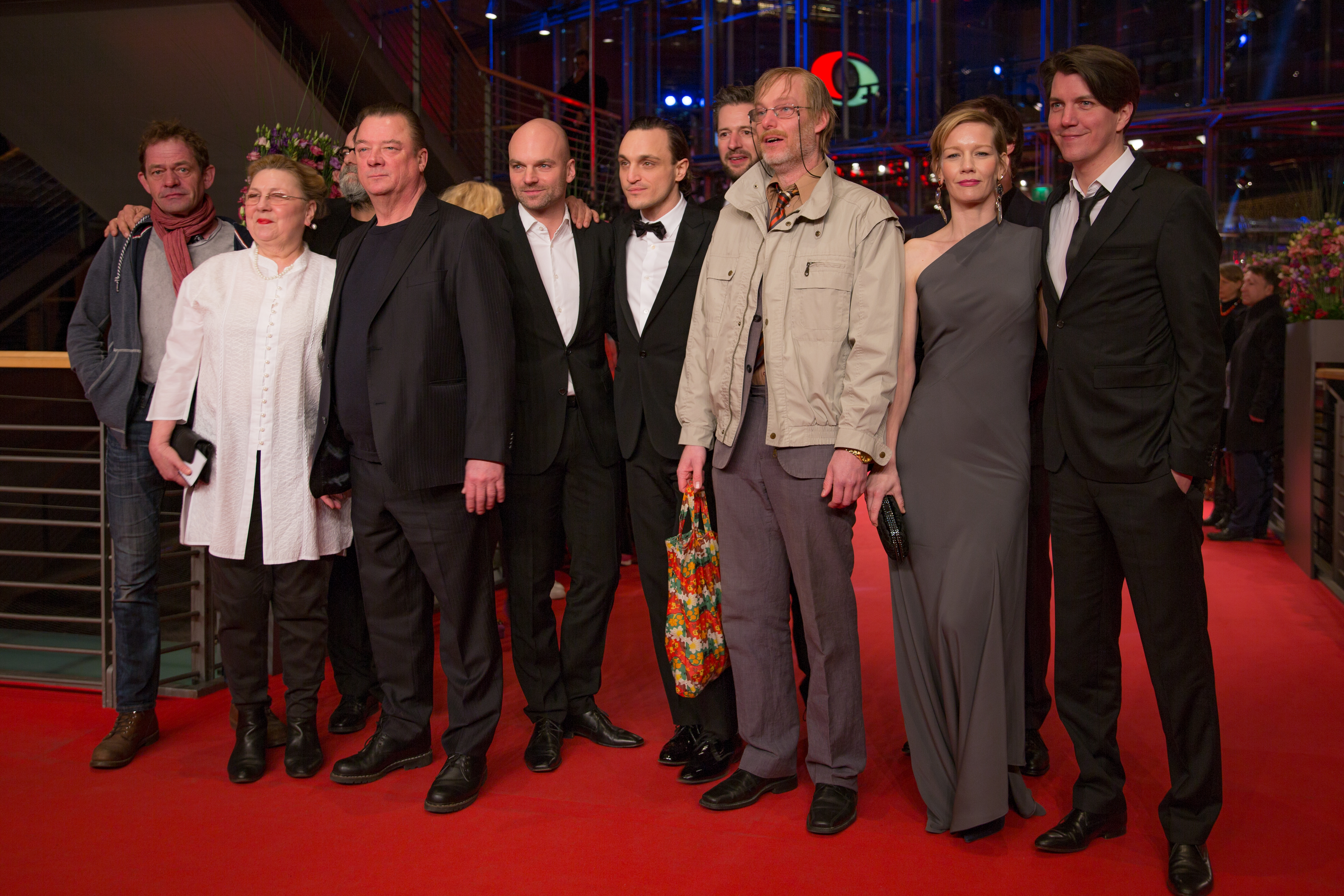
Cast und Crew im Februar 2018 bei der Premiere im Rahmen der Berlinale

Der Film erhielt von der Medien- und Filmgesellschaft Baden-Württemberg eine Produktionsförderung in Höhe von 340.000 Euro, vom BKM neben einer Drehbuchförderung von 30.000 Euro eine Produktionsförderung in Höhe von 200.000, vom Medienboard Berlin-Brandenburg 100.000 Euro, von der Mitteldeutschen Medienförderung in Höhe von 450.000 Euro und vom Deutschen Filmförderfonds eine Förderung von 378.206 Euro.
Die Dreharbeiten fanden in Leipzig, Wittenberg, Bitterfeld und Karlsruhe statt und wurden am 28. Februar 2017 bei Leipzig begonnen. Nach weiteren Dreharbeiten in Wittenberg, wo die Szenen in der Süßwarenabteilung entstanden, folgten Aufnahmen im Inneren des Hamberger Getränkegroßmarktes in Bitterfeld, wo der Film zum größten Teil gedreht wurde. Während dort tagsüber Kundenverkehr war, fanden die Dreharbeiten nachts statt. In Karlsruhe drehte man Szenen, in denen Christian seinen Gabelstaplerschein macht, in einer Fahrschule und in einer Halle in Hagsfeld. Am 12. April 2017 wurden die Dreharbeiten nach 30 Drehtagen beendet.
Der Film feierte am 23. Februar 2018 im Rahmen der 68. Berlinale seine Premiere. Am 8. April 2018 wurde In den Gängen als Abschlussfilm beim Lichter Filmfest vorgestellt. Am 24. Mai 2018 kam der Film in die deutschen Kinos. Im Juli 2018 wurde der Film beim polnischen Filmfestival Nowe Horyzonty gezeigt.

## Rezeption

### Altersfreigabe
In Deutschland wurde er von der FSK ab 12 Jahren freigegeben, in Begleitung der Eltern jedoch bereits ab 6 Jahren erlaubt. In der Freigabebegründung heißt es: „Der Film konzentriert sich ganz auf seine liebevoll gezeichneten Figuren und erzählt mit Ruhe und mit lakonischem, teilweise fast slapstickhaftem Humor von der Welt des Großmarkts. Kinder unter 12 Jahren können zwar einzelne drastische Momente im Zusammenspiel mit der unterschwelligen Tragik mancher Figuren und der tristen Atmosphäre des Schauplatzes irritieren, doch bereits 12-Jährige können sich ausreichend von diesen Aspekten distanzieren.“

### Kritiken
Bislang konnte Stubers Regiearbeit 90 Prozent aller Kritiker bei Rotten Tomatoes überzeugen und erhielt hierbei eine durchschnittliche Bewertung von 7,4 der möglichen 10 Punkte. In den Gängen erhielt im internationalen Kritikenspiegel der britischen Fachzeitschrift Screen International 2,9 von vier möglichen Sternen und belegte gemeinsam mit dem norwegischen Beitrag Utøya 22. Juli einen geteilten 3. Platz unter allen 19 Berlinale-Wettbewerbsfilmen. Wes Andersons Animationsfilm Isle of Dogs – Ataris Reise (3,3) führte die Rangliste an.
Hanns-Georg Rodek von Welt Online meint, In den Gängen sei ein zärtlicher, komischer und präziser Film, dem die Routinen und die Rituale dieser Arbeitsumgebung wichtig seien, der sich ihnen respektvoll nähere und sie doch für seine Zwecke benutze. Rodek erkennt in den Regalen eine Mauer; nachdem die Lageristen erst den Schutz der Mauer um ihr Land verloren, hätten sie diese jedoch nun im noch Kleineren wiedergefunden: „Der Großmarkt ist die Ersatz-DDR, seine Bewohner bewegen sich entlang klarer Routen, sind zur Aufrechterhaltung der Ordnung in den Regalen verpflichtet, und wer sich an diese Regeln hält, wird in Ruhe gelassen.“
Zu der Arbeitswelt, dem Getränkemarkt, bemerkt Kerstin Decker vom Tagesspiegel, die Zeit-, Leih- und Lagerarbeiter seien deren Sklaven, kaum qualifiziert, universell austauschbar und beschäftigt auf Widerruf: „In den Gängen implantiert ihr gleichsam eine fremde Seele, die Seele von Menschen, die es noch immer gibt, und setzt damit wie beiläufig der Arbeitswelt der DDR ein Denkmal, ihrer Grundsolidarität.“
Frank Junghänel von der Berliner Zeitung sagt, diesen Mut, diese erzählerische Kraft und diese filmische Vision müsse man erst mal haben, eine Liebesgeschichte fast ausschließlich in der von kaltem Neonlicht beleuchteten Welt eines Großmarktes anzusiedeln. Thomas Stuber wähle immer wieder einen weiten Bildausschnitt, so Junghänel weiter, der die streng geometrische Anlage des Handlungsraumes betone: „Das ist der Rahmen, in denen sich Bruno, Marion, Christian und die anderen bewegen. Jeder hat seine Aufgabe, für die es feste Regeln gibt. Aber jeder hat auch ein Leben, das sich unter dem blauen Kittel verbirgt.“
Die Hallen des Großhandels seien für die Angestellten ein Zuhause, so Fabian Tietke von der taz, und der Film verlasse selten den Mikrokosmos der hohen Hallen, denen die Aufnahmen des Films all ihre Facetten zwischen sterilem Neonlicht, Schreddeligkeit und heimeliger Vertrautheit entlocken: „Die strengen symmetrischen Bilder, die vielen axialen Bewegungen der Kamera schaffen Raum, in denen die Gabelstapler tanzen können wie Eiskunstläufer und in denen sich Nähe und Distanz der Menschen im Raum ablesen lassen.“ Weiter sagt Tietke, In den Gängen sei ein Schauspielerfilm, was für die beiden Hauptrollen, Christian und Marion, ebenso wie für Bruno und die anderen Angestellten gelte. Eine Ensembleleistung wie in diesem Film gebe es im deutschen Film viel zu selten, so Tietke.

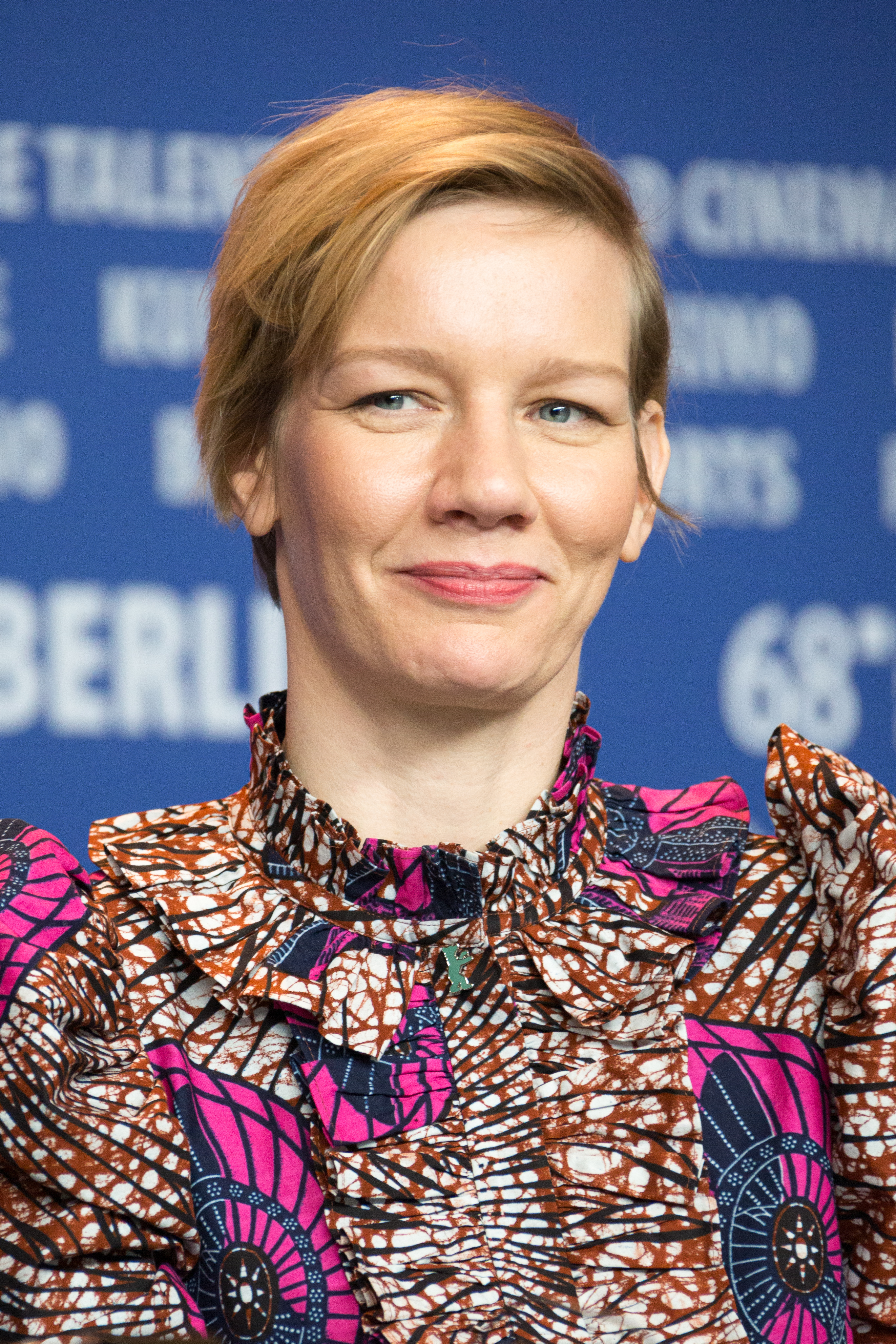
Sandra Hüller spielt Marion

Jessica Kiang von Variety meint, man könnte Sandra Hüller und Franz Rogowski für immer dabei zusehen, wie sie sich schüchtern gegenseitig anschauen, mit ihren mal seltsam ernsten, mal auch fröhlichen oder schelmischen Blicken.
Stephen Dalton von The Hollywood Reporter beschreibt den Film als ein lyrisches Porträt von emotional gestörten Außenseitern, und dieses stecke voller menschlicher Empathie für seine unterdrückten Protagonisten.
Von der Deutschen Film- und Medienbewertung wurde In den Gängen mit dem Prädikat Besonders wertvoll versehen. In der Begründung heißt es über das gewählte Setting: „Es stellt eine sehr feine Ironie im Grundkonzept des Films dar, ausgerechnet einen Supermarkt als Setting zu wählen und damit einen Tempel des Konsums, in dem das den Kapitalismus erhaltende Ritual des Kaufens täglich hundertfach vollzogen wird. Die Menschen jedoch, die hier arbeiten, sind vom System, dem sie dienen, längst abgestoßen worden. [...] In den Figuren spiegelt sich mit Nachdruck der Verlust von Selbstbewusstsein und Perspektiven und der erzwungene Abschied von Identität und gewohntem Leben in der einstigen DDR, das plötzlich von einem auf den anderen Tag für falsch erklärt wurde.“ Weiter heißt es in der Begründung, die Figuren im Film berührten, obwohl in deren Biografien bewusst Leerstellen bleiben, sich Ungereimtheiten ergeben und Einzelheiten der Vergangenheit manch einer Figur im Nebulösen verbleiben, ließen gerade diese Leerstellen und offenen Fragen den Film so authentisch werden.

### Einsatz im Unterricht
Im Mai 2018 wurde In den Gängen von kinofenster.de als „Film des Monats“ präsentiert. Zudem bietet das Onlineportal Materialien zum Film für den Unterricht. Dort schreibt der Filmwissenschaftler Hannes Wesselkämper, dass die abgeschlossene Welt des Großmarkts auf Augenhöhe betrachtet werden könne, verdanke der Film dem Blick des Neulings Christian: „Als eher stiller Protagonist erlernt er nach und nach die Abläufe des Arbeitsalltags in der Getränkeabteilung. Der Umgang mit Getränkekisten wird sicherer, die Beziehungen zu den Kollegen und Kolleginnen verdichten sich.“ Der Film sei eine klassische Heldengeschichte, nur meine die Ameise kein mythisches Ungeheuer aus Homers Odyssee, sondern ein kompliziertes Hubgerät, so Wesselkämper weiter und resümiert: „Der Film wirft einen Blick auf ein Milieu, der nicht auf soziologischen Maßgaben fußt, sondern von der Faszination für die Interaktion einer spezifischen Gruppe von Menschen lebt. Für die Darstellung ihrer Sprache ist der ganz eigene Duktus wie auch der ständige Wechsel von Schroffheit und Herzlichkeit ebenso wichtig wie der eigentliche Inhalt der Dialoge.“

### Auszeichnungen
Deutscher Drehbuchpreis 2015

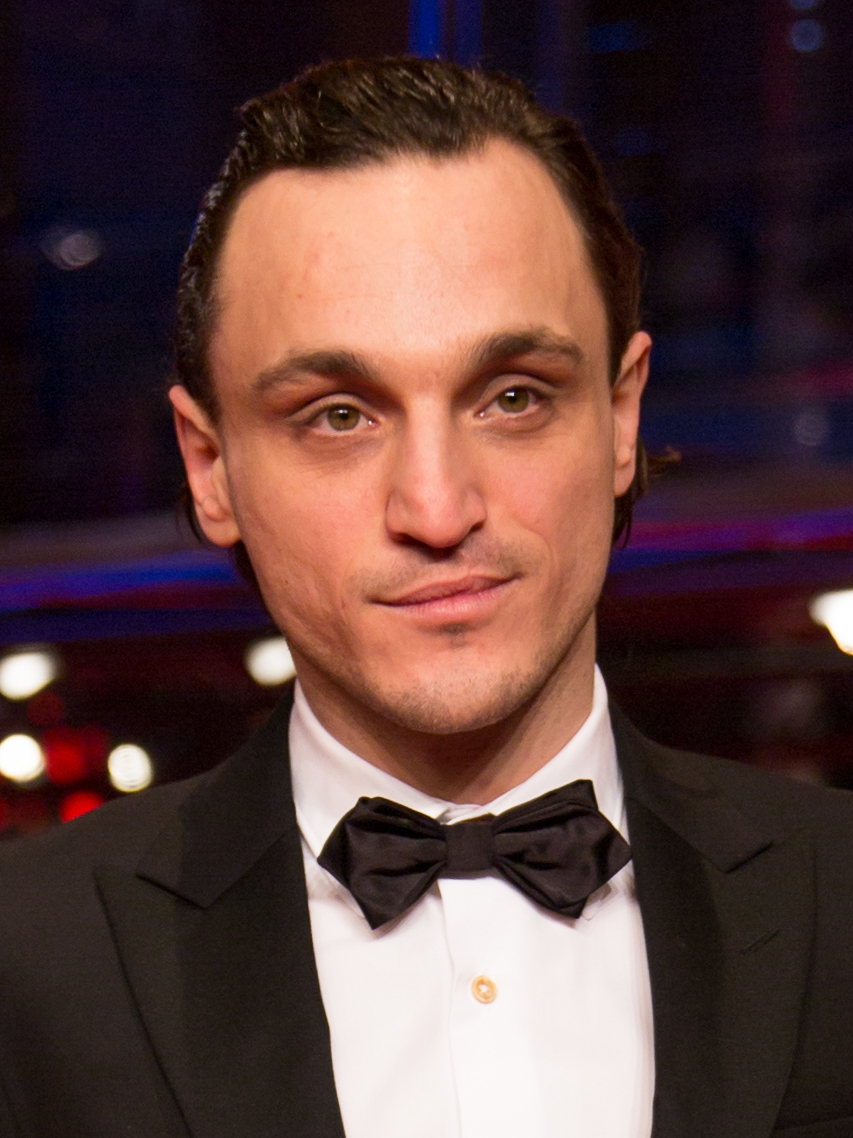
Franz Rogowski wurde im Rahmen des Deutschen Filmpreises 2018 für die Beste männliche Hauptrolle ausgezeichnet

- Auszeichnung für Thomas Stuber und Clemens Meyer[3][29][30]

Deutscher Filmpreis 2018
- Nominierung als Bester Spielfilm (Jochen Laube und Fabian Maubach)
- Auszeichnung für die Beste männliche Hauptrolle (Franz Rogowski)
- Nominierung für die Beste weibliche Nebenrolle (Sandra Hüller)
- Nominierung für die Beste Kamera / Bildgestaltung (Peter Matjasko)[31]

Deutscher Schauspielpreis 2018
- Nominierung für einen Starken Auftritt (Gerdy Zint)

Internationale Filmfestspiele Berlin 2018
- Teilnahme am Wettbewerb um den Goldenen und die Silbernen Bären
- Auszeichnung als Bester Film im Wettbewerb der Berlinale mit dem Gilde-Filmpreis (Thomas Stuber)[32]
- Auszeichnung mit dem Preis der Ökumenischen Jury (Thomas Stuber)[33]

Jury der Evangelischen Filmarbeit
- Auszeichnung als Film des Jahres 2018[34]

Filmkunstfest Mecklenburg-Vorpommern 2018
- FIPRESCI-Award

Günter-Rohrbach-Filmpreis 2018